# كوري شوماخر
كوري شوماخر (بالإنجليزية: Cori Schumacher)‏ هي متركمجة أمريكية، ولدت في 23 أبريل 1977 في شاطئ هنتنغتون في الولايات المتحدة.

## وصلات خارجية
- كوري شوماخر على موقع الرابطة العالمية لركوب الأمواج (الإنجليزية)
- كوري شوماخر على موقع EncyclopediaOfSurfing.com (الإنجليزية)